# كأس رابطة المحترفين الإماراتية 2011–12
كأس اتصالات للمحترفين 2011–12 هو الموسم 4 من كأس الخليج العربي الإماراتي. أشرف على تنظيمه اتحاد الإمارات العربية المتحدة لكرة القدم، وكان عدد الأندية المشاركة فيه 12، وفاز فيه نادي شباب الأهلي دبي.